# Lijst van windmolens in Groningen
Hier volgt een lijst van windmolens in Groningen. In Groningen staan ca. 85 complete windmolens.
| Naam                       | Plaats              | Gemeente         | Provincie | Type molen                | Functie                         | Maalvaardigheid            | Bezoekmogelijkheid                                                                   | Foto |
| -------------------------- | ------------------- | ---------------- | --------- | ------------------------- | ------------------------------- | -------------------------- | ------------------------------------------------------------------------------------ | ---- |
| Adam                       | Delfzijl            | Eemsdelta        | Groningen | stellingmolen             | korenmolen                      | maalvaardig                | zaterdagmiddag                                                                       |      |
| Aeolus                     | Adorp               | Westerkwartier   | Groningen | stellingmolen             | korenmolen pelmolen             | niet maalvaardig           | op afspraak                                                                          |      |
| Aeolus                     | Farmsum             | Eemsdelta        | Groningen | stellingmolen             | korenmolen                      | maalvaardig                | dinsdag- en donderdagmiddag                                                          |      |
| Aeolus                     | Oldehove            | Westerkwartier   | Groningen | stellingmolen             | korenmolen                      | maalvaardig                | op afspraak                                                                          |      |
| Berg                       | Winschoten          | Oldambt          | Groningen | stellingmolen             | korenmolen pelmolen             | maalvaardig                | op afspraak                                                                          |      |
| De Biks                    | Onnen               | Groningen        | Groningen | grondzeiler               | poldermolen                     | maalvaardig                | op afspraak                                                                          |      |
| Bovenrijge                 | Ten Boer            | Groningen        | Groningen | stellingmolen             | korenmolen zaagmolen            | maalvaardig                | zaterdag                                                                             |      |
| Ceres                      | Spijk               | Eemsdelta        | Groningen | stellingmolen             | korenmolen pelmolen             | niet-maalvaardig           | momenteel niet                                                                       |      |
| De David                   | Warffum             | Het Hogeland     | Groningen | stellingmolen             | zaagmolen                       | draaivaardig               | tijdens openingstijden van Openluchtmuseum Het Hoogeland                             |      |
| De Dellen                  | Nieuw-Scheemda      | Oldambt          | Groningen | grondzeiler               | poldermolen                     | maalvaardig                | 's zomers op maandagavond, anders op afspraak                                        |      |
| Dijkstra                   | Winschoten          | Oldambt          | Groningen | stellingmolen             | korenmolen pelmolen             | maalvaardig                | meestal zaterdag                                                                     |      |
| Eben Haëzer                | Enumatil            | Westerkwartier   | Groningen | stellingmolen             | korenmolen                      | maalvaardig                | op afspraak                                                                          |      |
| Edens                      | Winschoten          | Oldambt          | Groningen | stellingmolen             | korenmolen                      | maalvaardig                | meestal zaterdag                                                                     |      |
| De Eendracht               | Sebaldeburen        | Westerkwartier   | Groningen | grondzeiler               | poldermolen                     | maalvaardig                |                                                                                      |      |
| Entreprise                 | Kolham              | Midden-Groningen | Groningen | stellingmolen             | korenmolen                      | in herbouw                 | nog niet                                                                             |      |
| De Eolus                   | Den Ham             | Westerkwartier   | Groningen | grondzeiler               | poldermolen                     | niet maalvaardig           | op afspraak                                                                          |      |
| Eva                        | Usquert             | Het Hogeland     | Groningen | stellingmolen             | korenmolen pelmolen             | maalvaardig                | zaterdagmiddag                                                                       |      |
| De Fortuin / De Specht     | Noordhorn           | Westerkwartier   | Groningen | stellingmolen             | korenmolen pelmolen             | tijdelijk niet maalvaardig | zaterdagmiddag                                                                       |      |
| Fraeylemamolen             | Slochteren          | Midden-Groningen | Groningen | grondzeiler               | poldermolen                     | maalvaardig                | op afspraak                                                                          |      |
| Fram                       | Woltersum           | Groningen        | Groningen | stellingmolen             | zaagmolen korenmolen            | maalvaardig                | meestal zaterdagmiddag                                                               |      |
| Germania                   | Thesinge            | Groningen        | Groningen | stellingmolen             | korenmolen                      | niet maalvaardig           | af en toe op zondagmiddag                                                            |      |
| De Goliath                 | Eemshaven           | Het Hogeland     | Groningen | grondzeiler               | poldermolen                     | maalvaardig                | op zater- en zondagmiddag                                                            |      |
| De Groote Polder           | Slochteren          | Midden-Groningen | Groningen | grondzeiler               | poldermolen                     | maalvaardig                | 's weekends                                                                          |      |
| Grote Geert                | Kantens             | Het Hogeland     | Groningen | stellingmolen             | korenmolen pelmolen             | maalvaardig                | zaterdagmiddag en op afspraak                                                        |      |
| De Helper                  | Haren               | Groningen        | Groningen | grondzeiler               | poldermolen                     | maalvaardig                | zondagmiddag en op afspraak                                                          |      |
| Hilmahuistermolen          | Visvliet            | Westerkwartier   | Groningen | grondzeiler               | poldermolen                     | maalvaardig                | op afspraak                                                                          |      |
| Hollands Welvaart          | Mensingeweer        | Het Hogeland     | Groningen | stellingmolen             | korenmolen pelmolen             | maalvaardig                | april-oktober zondag of op afspraak                                                  |      |
| De Hoop                    | Garsthuizen         | Eemsdelta        | Groningen | stellingmolen             | korenmolen pelmolen             | maalvaardig                | zaterdagmiddag                                                                       |      |
| De Hoop                    | Haren               | Groningen        | Groningen | stellingmolen             | korenmolen                      | niet maalvaardig           | op afspraak                                                                          |      |
| De Hoop                    | Kropswolde          | Midden-Groningen | Groningen | grondzeiler               | korenmolen                      | maalvaardig                | molenwinkel op werkdagen                                                             |      |
| De Hoop                    | Middelstum          | Eemsdelta        | Groningen | stellingmolen             | voorheen korenmolen en pelmolen | niet maalvaardig           | op afspraak                                                                          |      |
| Hunsingo Molen van Haitsma | Onderdendam         | Het Hogeland     | Groningen | stellingmolen             | korenmolen                      | maalvaardig                | café 's zomers dagelijks                                                             |      |
| Joeswert                   | Feerwerd            | Westerkwartier   | Groningen | stellingmolen             | korenmolen                      | tijdelijk niet maalvaardig | molenwinkel donderdag, vrijdag en zaterdag                                           |      |
| De Jonge Held              | Groningen           | Groningen        | Groningen | grondzeiler               | poldermolen                     | maalvaardig                | 2e weekend van de maand en als de molen draait                                       |      |
| De Jonge Hendrik           | Den Andel           | Westerkwartier   | Groningen | stellingmolen             | korenmolen pelmolen             | maalvaardig                | vrijdag                                                                              |      |
| De Kievit                  | Grijpskerk          | Westerkwartier   | Groningen | stellingmolen             | korenmolen                      | maalvaardig                | zaterdag                                                                             |      |
| Kikkoman                   | Kropswolde          | Midden-Groningen | Groningen | Amerikaanse windmotor     | poldermolen                     | maalvaardig                | op enkele meters te benaderen                                                        |      |
| Kloostermolen              | Garrelsweer         | Eemsdelta        | Groningen | grondzeiler               | poldermolen                     | maalvaardig                |                                                                                      |      |
| Koetze Tibbe               | Kropswolde          | Midden-Groningen | Groningen | Amerikaanse windmotor     | poldermolen                     | maalvaardig                | op enkele meters te benaderen                                                        |      |
| Windmotor Kolham           | Kolham              | Midden-Groningen | Groningen | Amerikaanse windmotor     | poldermolen                     | maalvaardig                |                                                                                      |      |
| Koningslaagte              | Koningslaagte       | Het Hogeland     | Groningen | grondzeiler               | poldermolen                     | maalvaardig                | op afspraak                                                                          |      |
| De Korenbloem              | Vriescheloo         | Westerwolde      | Groningen | stellingmolen             | korenmolen                      | maalvaardig                | 's weekends                                                                          |      |
| De Korenschoof             | Noordlaren          | Groningen        | Groningen | stellingmolen             | korenmolen                      | maalvaardig                |                                                                                      |      |
| Krimstermolen              | Zuidwolde           | Het Hogeland     | Groningen | grondzeiler               | poldermolen                     | draaivaardig               | op afspraak                                                                          |      |
| Langelandstermolen         | Garmerwolde         | Groningen        | Groningen | grondzeiler               | poldermolen                     | maalvaardig                | meestal zondagmiddag                                                                 |      |
| De Leeuw                   | Oldehove            | Westerkwartier   | Groningen | stellingmolen             | korenmolen/pelmolen             | maalvaardig                | molenwinkel vrijdag- en zaterdagmiddag                                               |      |
| De Leeuw                   | Zeerijp             | Eemsdelta        | Groningen | stellingmolen             | korenmolen/pelmolen             | maalvaardig                | zaterdagmiddag                                                                       |      |
| De Lelie                   | Eenrum              | Het Hogeland     | Groningen | stellingmolen             | korenmolen                      | maalvaardig                | maart-oktober elke zaterdagmiddag, 's winters één keer per twee weken zaterdagmiddag |      |
| De Liefde                  | Uithuizen           | Het Hogeland     | Groningen | stellingmolen             | korenmolen/pelmolen             | maalvaardig                | meestal woensdag- en zaterdagmiddag                                                  |      |
| Meervogel                  | Hoeksmeer           | Eemsdelta        | Groningen | grondzeiler               | poldermolen                     | maalvaardig                |                                                                                      |      |
| De Meeuw                   | Garnwerd            | Westerkwartier   | Groningen | stellingmolen             | korenmolen                      | maalvaardig                | zondagmiddag                                                                         |      |
| Nieberter molen            | Niebert             | Westerkwartier   | Groningen | stellingmolen             | korenmolen                      | maalvaardig                | zaterdagmiddag                                                                       |      |
| Niemans Molen              | Veelerveen          | Westerwolde      | Groningen | stellingmolen             | korenmolen                      | maalvaardig                | regelmatig op zaterdagmiddag                                                         |      |
| Noordermolen               | Noordbroek          | Midden-Groningen | Groningen | grondzeiler               | poldermolen                     | maalvaardig                | meestal 's weekends                                                                  |      |
| Noordermolen               | Noorddijk           | Groningen        | Groningen | grondzeiler               | poldermolen                     | maalvaardig                | op afspraak                                                                          |      |
| De Noordstar               | Noordbroek          | Midden-Groningen | Groningen | stellingmolen             | korenmolen pelmolen             | maalvaardig                | op afspraak                                                                          |      |
| Het Oldambt                | Heiligerlee         | Oldambt          | Groningen | stellingmolen             | korenmolen                      | maalvaardig                | op afspraak                                                                          |      |
| Olinger Koloniemolen       | Laskwerd            | Eemsdelta        | Groningen | grondzeiler               | poldermolen                     | niet maalvaardig           | op afspraak                                                                          |      |
| Olle Widde                 | Ten Post            | Groningen        | Groningen | stellingmolen             | korenmolen                      | maalvaardig                |                                                                                      |      |
| De Onderneming             | Vierhuizen          | Het Hogeland     | Groningen | stellingmolen             | korenmolen                      | maalvaardig                | meestal zaterdag                                                                     |      |
| De Onrust                  | Oude Pekela         | Pekela           | Groningen | stellingmolen             | korenmolen                      | maalvaardig                | op afspraak                                                                          |      |
| De Palen                   | Westerwijtwerd      | Eemsdelta        | Groningen | grondzeiler               | poldermolen                     | maalvaardig                | op afspraak                                                                          |      |
| De Putter                  | Foxhol              | Midden-Groningen | Groningen | Amerikaanse windmotor     | poldermolen                     | maalvaardig                | niet te bezichtigen                                                                  |      |
| De Ruiten                  | Slochteren          | Midden-Groningen | Groningen | grondzeiler               | poldermolen                     | draaivaardig               | meestal zondagmiddag                                                                 |      |
| Spinnenkop Wedderveer      | Wedderveer          | Westerwolde      | Groningen | spinnenkop- stellingmolen | zaagmolen                       | maalvaardig                | op afspraak                                                                          |      |
| Stel's Meuln               | Harkstede           | Midden-Groningen | Groningen | stellingmolen             | korenmolen                      | maalvaardig                | meestal 's weekends                                                                  |      |
| De Ster                    | Winsum              | Westerkwartier   | Groningen | stellingmolen             | korenmolen pelmolen             | draaivaardig               | soms op zaterdag op afspraak                                                         |      |
| De Stormvogel              | Loppersum           | Eemsdelta        | Groningen | stellingmolen             | korenmolen pelmolen             | maalvaardig                | op afspraak                                                                          |      |
| Standerdmolen Ter Haar     | Ter Haar            | Westerwolde      | Groningen | standerdmolen             | korenmolen pelmolen             | maalvaardig                |                                                                                      |      |
| Tjasker Nieuw-Scheemda     | Nieuw-Scheemda      | Oldambt          | Groningen | tjasker                   | poldermolentje                  | maalvaardig                | op enkele meters te benaderen                                                        |      |
| Udema's molen              | Ganzedijk           | Oldambt          | Groningen | stellingmolen             | korenmolen pelmolen             | maalvaardig                | op afspraak                                                                          |      |
| Veldkamp's Meuln           | Bellingwolde        | Westerwolde      | Groningen | stellingmolen             | korenmolen                      | maalvaardig                | meestal zaterdag                                                                     |      |
| Vestingmolen Bourtange     | Bourtange           | Westerwolde      | Groningen | standerdmolen             | korenmolen pelmolen             | maalvaardig                |                                                                                      |      |
| De Vier Winden             | Pieterburen         | Het Hogeland     | Groningen | stellingmolen             | korenmolen/pelmolen             | maalvaardig                | één keer in de twee weken op zondag                                                  |      |
| De Vriendschap             | Winsum              | Westerkwartier   | Groningen | stellingmolen             | korenmolen, voorheen pelmolen   | tijdelijk niet maalvaardig | op afspraak                                                                          |      |
| Weddermarke                | Wedderbergen        | Westerwolde      | Groningen | grondzeiler               | poldermolen                     | maalvaardig                |                                                                                      |      |
| Westerhornermolen          | Grijpskerk          | Westerkwartier   | Groningen | grondzeiler               | poldermolen                     | maalvaardig                | op afspraak                                                                          |      |
| Westerse Molen             | Nieuw-Scheemda      | Oldambt          | Groningen | grondzeiler               | poldermolen                     | maalvaardig                | op afspraak                                                                          |      |
| De Wetsinger               | Klein Wetsinge      | Westerkwartier   | Groningen | stellingmolen             | korenmolen pelmolen             | maalvaardig                | geen                                                                                 |      |
| De Widde Meuln             | Ten Boer            | Groningen        | Groningen | stellingmolen             | korenmolen                      | maalvaardig                | woensdag- en zaterdagmiddag                                                          |      |
| Wilhelmina                 | Noorderhoogebrug    | Groningen        | Groningen | stellingmolen             | korenmolen                      | maalvaardig                | zaterdag                                                                             |      |
| Windlust                   | Overschild          | Midden-Groningen | Groningen | stellingmolen             | korenmolen                      | maalvaardig                | op afspraak                                                                          |      |
| Windlust                   | Zandeweer           | Het Hogeland     | Groningen | stellingmolen             | korenmolen                      | maalvaardig                | donderdagmiddag                                                                      |      |
| Windmotor Enumatil         | Enumatil            | Westerkwartier   | Groningen | Amerikaanse windmotor     | poldermolen                     | onbekend                   | onbekend                                                                             |      |
| Windmotor Marum            | Marum               | Westerkwartier   | Groningen | Amerikaanse windmotor     | poldermolen                     | onbekend                   | tot op enkele meters te benaderen                                                    |      |
| Windmotor Opende           | Opende              | Westerkwartier   | Groningen | Amerikaanse windmotor     | poldermolen                     | onbekend                   | tot op enkele meters te benaderen                                                    |      |
| 't Witte Lam               | Groningen-Zuidwolde | Groningen        | Groningen | grondzeiler               | poldermolen                     | maalvaardig                | op afspraak                                                                          |      |
| De Witte Molen             | Glimmen             | Groningen        | Groningen | grondzeiler               | poldermolen                     | maalvaardig                | meestal zondagmiddag                                                                 |      |
| Zeldenrust                 | Westerwijtwerd      | Eemsdelta        | Groningen | stellingmolen             | korenmolen pelmolen             | maalvaardig                | meestal 's weekends                                                                  |      |
| De Zilvermeeuw             | Onderdendam         | Het Hogeland     | Groningen | grondzeiler               | poldermolen                     | tijdelijk niet maalvaardig | op afspraak                                                                          |      |
| Zuidwendinger Molen        | Vierverlaten        | Groningen        | Groningen | grondzeiler               | poldermolen                     | maalvaardig                | alleen op afspraak                                                                   |      |
| Zwakkenburgermolen         | Niezijl             | Westerkwartier   | Groningen | grondzeiler               | poldermolen                     | maalvaardig                | op afspraak                                                                          |      |
| De Zwaluw                  | Nieuwe Pekela       | Pekela           | Groningen | stellingmolen             | korenmolen                      | maalvaardig                | op afspraak                                                                          |      |
| De Zwaluw                  | Zuurdijk            | Het Hogeland     | Groningen | stellingmolen             | korenmolen pelmolen             | maalvaardig                | meestal zondagmiddag                                                                 |      |